# Ефтіміс Кулуріс
Ефтіміс Кулуріс (грец. Ευθύμης Κουλούρης; нар. 6 березня 1996, Скідра) — грецький футболіст, нападник польського клубу «Погонь» (Щецин), в минулому гравець національної збірної Греції.
Володар Кубка Греції.

## Клубна кар'єра
Народився 6 березня 1996 року в місті Скидра. Вихованець футбольної школи клубу ПАОК. Дорослу футбольну кар'єру розпочав 2014 року в основній команді того ж клубу, в якій провів один сезон, взявши участь у 14 матчах чемпіонату. 
Протягом 2015—2016 років захищав кольори команди клубу «Анортосіс» на правах оренди.
До складу ПАОК повернувся 2016 року. Цього разу відіграв за клуб із Салонік наступні два сезони своєї ігрової кар'єри.
До складу клубу «Атромітос» на правах оренди приєднався 2018 року. За сезон забив за афінський клуб 19 голів у 28 матчах національного чемпіонату та став найкращим бомбардиром грецької Суперліги.
У липні 2019 перейшов з ПАОКа до французької «Тулузи», вартість трансфера склала 3,5 мільйони євро.
22 червня 2021 року Ефтіміс повернувся до команди «Атромітос» уклавши дворічну угоду.
5 липня 2022 грек перейшов до австрійського клубу ЛАСК. У 2023 році на правах оренди відіграв десять матчів за турецьку команду «Аланіяспор».
1 липня 2023 року Кулуріс підписав трирічний контракт з польським клубом «Погонь» (Щецин). 12 квітня 2024 року, Ефтіміс в матчі проти «Руха» відзначився хет-триком.
У сезоні 2024—25 років Ефтіміс відзначився трьома хет-триками, 23 листопада 2024 року у виїзному матчі проти гданської «Лехії», 22 лютого 2025 року також на виїзді, цього разу проти «Відзев» (Лодзь). 6 квітня 2025 року грек оформив третій хет-трик у матчі проти ГКС (Катовиці). 25 квітня 2025 року Ефтіміс оформив покер у виїзній грі проти команди «Пуща» (Неполомиці). За підсумками сезону Кулуріс став найкращим бомбардиром Екстракляси.

## Виступи за збірні
2012 року дебютував у складі юнацької збірної Греції, взяв участь у 34 іграх на юнацькому рівні, відзначившись 8 забитими голами.
З 2016 року залучається до складу молодіжної збірної Греції. На молодіжному рівні зіграв у 18 офіційних матчах, забив 7 голів.
2018 року дебютував в офіційних матчах у складі національної збірної Греції.
| Дата       | Місто      | Господарі            | Результат | Гості                | Турнір                               | Голи | Примітки  |
| ---------- | ---------- | -------------------- | --------- | -------------------- | ------------------------------------ | ---- | --------- |
| 23-3-2018  | Афіни      | Греція               | 0 – 1     | Швейцарія            | товариський матч                     | -    | 73'       |
| 15-5-2018  | Севілья    | Саудівська Аравія    | 2 – 0     | Греція               | товариський матч                     | -    | 60'       |
| 8-9-2018   | Таллінн    | Естонія              | 0 – 1     | Греція               | Ліга націй УЄФА 2018-2019 - 1-й етап | -    | 90+2'     |
| 15-10-2018 | Гельсінкі  | Фінляндія            | 2 – 0     | Греція               | Ліга націй УЄФА 2018-2019 - 1-й етап | -    | 73'       |
| 15-11-2018 | Афіни      | Греція               | 1 – 0     | Фінляндія            | Ліга націй УЄФА 2018-2019 - 1-й етап | -    | 69'       |
| 23-3-2019  | Вадуц      | Ліхтенштейн          | 0 – 2     | Греція               | Відбір до ЧЄ 2020                    | -    | 83'       |
| 26-3-2019  | Зениця     | Боснія і Герцеговина | 2 – 2     | Греція               | Відбір до ЧЄ 2020                    | -    | 80'       |
| 30-5-2019  | Анталья    | Туреччина            | 2 – 1     | Греція               | товариський матч                     | -    |           |
| 11-6-2019  | Афіни      | Греція               | 2 – 3     | Вірменія             | Відбір до ЧЄ 2020                    | -    |           |
| 5-9-2019   | Тампере    | Фінляндія            | 1 – 0     | Греція               | Відбір до ЧЄ 2020                    | -    | 76'       |
| 8-9-2019   | Афіни      | Греція               | 1 – 1     | Ліхтенштейн          | Відбір до ЧЄ 2020                    | -    |           |
| 12-10-2019 | Рим        | Італія               | 2 – 0     | Греція               | Відбір до ЧЄ 2020                    | -    | 27' 67'   |
| 15-10-2019 | Афіни      | Греція               | 2 – 1     | Боснія і Герцеговина | Відбір до ЧЄ 2020                    | -    | 70' 90+2' |
| 15-11-2019 | Єреван     | Вірменія             | 0 – 1     | Греція               | Відбір до ЧЄ 2020                    | -    | 74'       |
| 18-11-2019 | Афіни      | Греція               | 2 – 1     | Фінляндія            | Відбір до ЧЄ 2020                    | -    | 64'       |
| 6-9-2020   | Приштина   | Косово               | 1 – 2     | Греція               | Ліга націй УЄФА 2020-2021 - 1-й етап | -    | 45+1' 83' |
| 7-10-2020  | Клагенфурт | Австрія              | 2 – 1     | Греція               | товариський матч                     | -    | 67'       |
| 28-3-2022  | Подгориця  | Чорногорія           | 1 – 0     | Греція               | товариський матч                     | -    | 75'       |
| Усього     |            | Матчів               | 18        |                      | Голів                                | 0    |           |

## Титули і досягнення
- Володар Кубка Греції (2):

ПАОК: 2016–2017, 2017–2018
- Найкращий бомбардир Чемпіонату Греції (1):

Атромітос: 2018–2019
- Найкращий бомбардир Чемпіонату Польщі (1):

Погонь (Щецин): 2024–2025